# Niccolò Soggi
Niccolò Soggi (Monte San Savino, vers 1480 - 1552) est un peintre italien de la haute Renaissance.

## Biographie
Né dans les environs d'Arezzo en Toscane Niccolò Soggi est l'élève du Pérugin. Il se trouve à Rome pendant le pontificat de Léon X, puis il part à Prato où il travaille pour Baldo Magini.  
Il s'établit ensuite définitivement à Arezzo.

## Œuvres

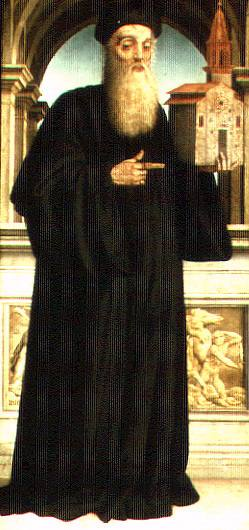
Portrait de Baldo Magini (1522).

- Baldo Magini tenant une maquette de l'église San Fabiano, (1522), Duomo de Prato